# Final Exit
Final Exit war eine schwedische Hardcore-Band aus Umeå, die in den 1990er-Jahren bestand und ein Nebenprojekt der Band Refused darstellte.

## Geschichte
Die 1994 gegründete Band bestand hauptsächlich aus Mitgliedern der weitaus bekannteren Hardcore-Band Refused. Dennis Lyxzén war dort Sänger, Pär Hansson spielte Gitarre, Kristofer Steen Bass und David Sandström Schlagzeug. Für Final Exit tauschten sie die Instrumente und spielten Old-School-Hardcore im Stile von US-Bands der 1980er-Jahre. Sie brachten ihr erstes Album Teg im Gründungsjahr heraus. Das zweite Album Umeå folgte 1997. Nach der darauf folgenden Tour löste sich Final Exit auf.
Anlässlich des Festivals Umeå Open Ende März 2007 gab die Band ein einmaliges Reunionkonzert. Im April 2007 wurde die komplette Diskografie der Band als Kompilationsalbum Det egentliga Västerbotten veröffentlicht.
2008 gründeten Lyxzén und Sandström die Hardcoreband AC4.

## Diskografie
- 1994: Teg (Desperate Fight Records)
- 1997: Umeå (Desperate Fight Records)
- 1997: Too Late for Apologies (EP, Third Party Records)
- 2007: Det egentliga Västerbotten (Kompilation, Mofab Teg Recordings)